# Rachel Portman
Rachel Mary Berkeley Portman (Haslemere, 11 dicembre 1960) è una compositrice britannica.
È la prima donna ad aver vinto un Premio Oscar alla migliore colonna sonora nel 1997 per la colonna sonora del film Emma.

## Biografia
Rachel Portman è nata l'11 dicembre 1960 in Inghilterra. Ha studiato presso la Charterhouse School e si interessò alla musica sin da giovane, iniziando a comporre all'età di 14 anni. Dopo aver terminato la scuola, Portman ha studiato presso il Worcester College di Oxford. Proprio qui nasce il suo interesse per la composizione di musica per film, iniziando a sperimentare la scrittura musicale per studenti e produzioni teatrali. Nel 1995 ha sposato un regista, il Conte Uberto Pasolini Dall'Onda, con il quale ha collaborato per le musiche di diversi film. La coppia ha tre figlie.

## Carriera
La carriera di Rachel Portman in musica cominciò con la scrittura musicale per teatro alla BBC e Channel 4 film. 
Portman è nota soprattutto per la composizione delle colonne sonore dei film quali: Chocolat, Le regole della casa del sidro, La leggenda di Bagger Vance, Oliver Twist di Roman Polański, La duchessa e Non lasciarmi, tratto dal romanzo di Kazuo Ishiguro; tra gli altri La bella e la bestia - Un magico Natale, il suo unico film d'animazione ad oggi.
Per la televisione, ha composto la colonna sonora dei tredici episodi di Storyteller di Jim Henson e per due episodi di The Jim Henson Hour (Monster Maker e Living with Dinosaurs). I suoi lavori includono, inoltre, l'opera per bambini Il piccolo principe del 2003 (in seguito adattato per la televisione) tratta dal libro omonimo e, nel 2008, La piccola casa nella prateria, un musical ispirato all'omonima serie di libri di Laura Ingalls Wilder. Portman è stata anche incaricata di scrivere un pezzo di musica corale per la serie BBC Proms nell'agosto 2007.

## Filmografia parziale

### Cinema
- Dolce è la vita (Life Is Sweet), regia di Mike Leigh (1990)
- La vedova americana (Used People), regia di Beeban Kidron (1992)
- Benny & Joon, regia di Jeremiah S. Chechik (1993)
- Il circolo della fortuna e della felicità (The Joy Luck Club), regia di Wayne Wang (1993)
- Only You - Amore a prima vista (Only You), regia di Norman Jewison (1994)
- Sirene (Sirens), regia di John Duigan (1994)
- La guerra dei bottoni (War of the Buttons), regia di John Roberts (1994)
- Smoke, regia di Wayne Wang (1995)
- Palookaville, regia di Alan Taylor (1995)
- A Wong Foo, grazie di tutto! Julie Newmar (Too Wong Foo, Thank for Everything! Julie Newmar), regia di Beeban Kidron (1995)
- Emma, regia di Douglas McGrath (1996) Oscar alla colonna sonora
- Le straordinarie avventure di Pinocchio (The Adventures of Pinocchio), regia di Steve Barron (1996)
- La stanza di Marvin (Marvin's Room), regia di Jerry Zaks (1996)
- La bella e la bestia - Un magico Natale (Beauty and the Beast - The Enchanted Christmas), regia di Andy Knight (1997)
- Innamorati cronici (Addicted to Love), regia di Griffin Dunne (1997)
- Fast Food (Home Fries), regia di Dean Parisot (1998)
- Beloved, regia di Jonathan Demme (1998)
- Un amore speciale (The Other Sister), regia di Garry Marshall (1999)
- Ratcatcher, regia di Lynne Ramsay (1999)
- Le regole della casa del sidro (The Cider House Rules), regia di Lasse Hallström (1999)
- La leggenda di Bagger Vance (The Legend of Bagger Vance), regia di Robert Redford (2000)
- Chocolat, regia di Lasse Hallström (2000)
- I vestiti nuovi dell'imperatore (The Emperor's New Clothes), regia di Alan Taylor (2001)
- Sotto corte marziale (Hart's War), regia di Gregory Hoblit (2002)
- The Truth About Charlie, regia di Jonathan Demme (2002)
- Nicholas Nickleby, regia di Douglas McGrath (2002)
- La macchia umana (The Human Stain), regia di Robert Benton (2003)
- Mona Lisa Smile, regia di Mike Newell (2003)
- The Manchurian Candidate, regia di Jonathan Demme (2004)
- Il mio amico a quattro zampe (Because of Winn-Dixie), regia di Wayne Wang (2005)
- Oliver Twist, regia di Roman Polański (2005)
- Infamous - Una pessima reputazione (Infamous), regia di Douglas McGrath (2006)
- La casa sul lago del tempo (The Lake House), regia di Alejandro Agresti (2006)
- 4 amiche e un paio di jeans 2 (The Sisterhood of the Traveling Pants 2), regia di Sanaa Hamri (2008)
- La duchessa (The Duchess), regia di Saul Dibb (2008)
- Non lasciarmi (Never Let Me Go), regia di Mark Romanek (2010)
- One Day, regia di Lone Scherfig (2011)
- La ragazza del dipinto (Belle), regia di Amma Asante (2013)
- Still Life, regia di Uberto Pasolini (2013)
- Race - Il colore della vittoria (Race), regia di Stephen Hopkins (2016)
- L'ora più bella (Their Finest), regia di Lone Scherfig (2016)
- La spia russa (Despite the Falling Snow), regia di Shamim Sarif (2016)
- Qua la zampa! (A Dog's Purpose), regia di Lasse Hallström (2017)
- Fata madrina cercasi (Godmothered), regia di Sharon Maguire (2020)
- Itaca - Il ritorno (The Return), regia di Uberto Pasolini (2024)

### Televisione
- Grey Gardens - Dive per sempre (Grey Gardens), regia di Michael Sucsy – film TV (2009)
- Bessie, regia di Dee Rees – film TV (2015)
- We Were the Lucky Ones, regia di Thomas Kail, Amit Gupta e Neasa Hardiman – miniserie TV (2024)